# Див кон
Дивите коне (Equus ferus) са вид едри бозайници от семейство Коне (Equidae).
Видът включва три известни подвида – домашният кон (E. f. caballus), изчезналият в началото на XX век тарпан (E. f. ferus) и конят на Пржевалски (E. f. przewalskii), който също изчезва в природата, но впоследствие е реинтродуциран в няколко района на Монголия.
Диви коне понякога се наричат и питомни коне (E. f. caballus), които живеят свободно в природата, като мустангите.